# Xerosicyos
Xerosicyos — рід квіткових рослин родини гарбузових. Його назва походить від грецьких xeros (що означає «сухий») і sicyos («огірок»). Є 6 видів, усі ендеміки Мадагаскару.